# Union des associations arabes de football
L'Union des associations arabes de football (arabe : الاتحاد العربي لكرة القدم), couramment abrégé en UAFA (correspondant à son nom en anglais Union of Arab Football Associations), est une confédération de football qui regroupe tous les pays de la Ligue arabe et qui siège à Riyad en Arabie saoudite.

## Histoire
L'Union des associations arabes de football (UAFA) est fondée le 27 janvier 1974 à Tripoli en Libye, en 1976 lors de l'assemblé général qui s'est tenue à Damas en Syrie, le siège est transféré à Riyad en Arabie saoudite.
En août 2017, l'UAFA attribue au Maroc l'édition 2018 du Championnat arabe des clubs. Le même mois, l'UAFA prive le club jordanien Al-Faisaly de compétitions arabes pour les 5 prochaines saisons. Cette sanction fait suite à l'agression de l'arbitre égyptien par les joueurs jordaniens lors de la finale du Championnat arabe des clubs 2016-2017.
En 2021, la FIFA organise une édition de la Coupe arabe des nations au Qatar, sans la participation de l'UAFA dans l'organisation et la gestion du tournoi.

## Organisation de compétitions
L'UAFA organise les compétitions entre clubs et entre sélections nationales à l'échelon arabe, quelle que soit la catégorie d'âge.
- Sélections nationales
  - Coupe arabe des nations (non gérée par l'UAFA)
  - Jeux panarabes
  - Championnat arabe des nations (futsal)
  - Championnat arabe des nations (féminine)
  - Championnat arabe des nations (u20)
  - Championnat arabe (u17)
  - Championnat arabe (u15)

- Clubs
  - Coupe des clubs champions arabes
  - Coupe arabe des clubs champions (disparue)
  - Coupe arabe des clubs vainqueurs de coupe (disparue)
  - Supercoupe arabe des clubs (disparue)

## Liste des fédérations membres

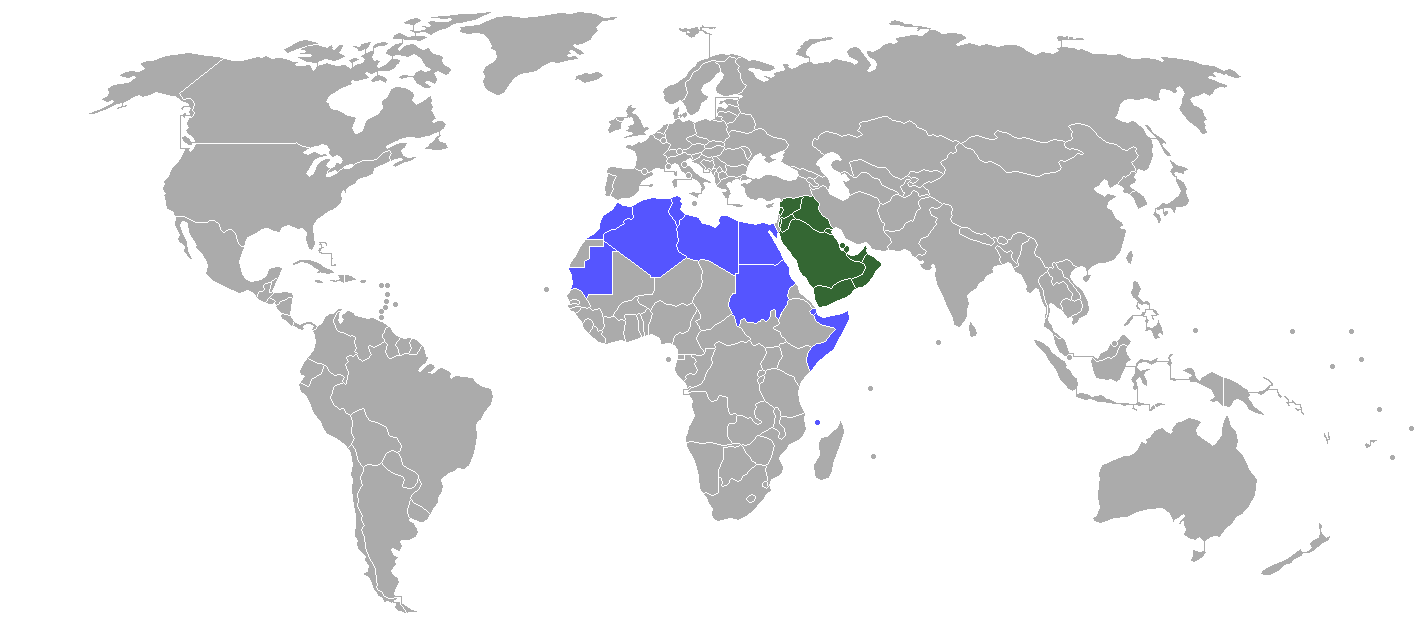
Membre de l'UAFA appartenant à l'AFC
Membre de l'UAFA appartenant à la CAF
Hors UAFA

| Pays                | Continent | Fédération                                                      |
| ------------------- | --------- | --------------------------------------------------------------- |
| Algérie             | Afrique   | Fédération algérienne de football                               |
| Arabie saoudite     | Asie      | Fédération d'Arabie saoudite de football                        |
| Bahreïn             | Asie      | Fédération de Bahreïn de football                               |
| Comores             | Afrique   | Fédération comorienne de football                               |
| Djibouti            | Afrique   | Fédération djiboutienne de football                             |
| Égypte              | Afrique   | Fédération égyptienne de football                               |
| Irak                | Asie      | Fédération d'Irak de football                                   |
| Jordanie            | Asie      | Fédération de Jordanie de football                              |
| Koweït              | Asie      | Fédération du Koweït de football                                |
| Liban               | Asie      | Fédération du Liban de football                                 |
| Libye               | Afrique   | Fédération de Libye de football                                 |
| Maroc               | Afrique   | Fédération royale marocaine de football                         |
| Mauritanie          | Afrique   | Fédération de football de la République islamique de Mauritanie |
| Oman                | Asie      | Fédération d'Oman de football                                   |
| Qatar               | Asie      | Fédération du Qatar de football                                 |
| Somalie             | Afrique   | Fédération de Somalie de football                               |
| Soudan              | Afrique   | Fédération du Soudan de football                                |
| Syrie               | Asie      | Fédération de Syrie de football                                 |
| Tunisie             | Afrique   | Fédération tunisienne de football                               |
| Émirats arabes unis | Asie      | Fédération des Émirats arabes unis de football                  |
| Yémen               | Asie      | Fédération du Yémen de football                                 |

## Les présidents de l'UAFA
Liste des présidents de l'UAFA depuis sa création :
| Période   | Président           |
| --------- | ------------------- |
| 1974-1976 | Abdul Latif Booker  |
| 1976-1999 | Faisal bin Fahd     |
| 1999-2011 | Sultan bin Fahd     |
| 2011-2014 | Nawaf bin Faisal    |
| 2014-2017 | Turki bin Khalid    |
| 2017-2019 | Turki Al-Sheikh     |
| 2019-0000 | Abdulaziz bin Turki |

## Reconnaissance de l'UAFA
L'UAFA, bien qu'elle soit reconnue par toutes les fédérations de football des pays appartenant à la Ligue arabe et qui sont tous membres dans l'association, elle est toujours non reconnue par la FIFA étant donné que ses compétitions sont considérées comme à caractère ethniques,,. Cependant, l'UAFA travaille depuis des années pour la reconnaissance de l'association et de ses compétitions, elle a de se fait pu faire reconnaitre sa compétition majeure qui est la Coupe arabe des nations en 2021 en organisant cette édition sous l'égide de la FIFA,. L'UAFA travaille toujours pour la reconnaissance des autres compétitions à l'instar de sa deuxième grande compétition qui est Coupe arabe des clubs champions.